# Falsovelleda
Falsovelleda är ett släkte av skalbaggar. Falsovelleda ingår i familjen långhorningar.
Kladogram enligt Catalogue of Life:
| Falsovelleda | \| \| Falsovelleda congolensis \| \| \| \| \| \| Falsovelleda rufescens \| \| \| \| |
|              | \| \| Falsovelleda congolensis \| \| \| \| \| \| Falsovelleda rufescens \| \| \| \| |
|              | Falsovelleda congolensis                                                            |
|              |                                                                                     |
|              | Falsovelleda rufescens                                                              |
|              |                                                                                     |